# Heinz-Josef Nüchel
Heinz-Josef Nüchel (né le 13 novembre 1932 à Eitorf-Huckenbröl et mort le 17 novembre 2015 ) est un homme politique allemand (CDU). Il est membre du Landtag de Rhénanie-du-Nord-Westphalie du 28 mai 1975 au 29 mai 1985.

## Biographie
Heinz-Josef Nüchel étudie au lycée humaniste après l'école primaire et travaille comme agent des impôts de 1953 à 1959.

## Engagement politique
En 1957, Heinz-Josef Nüchel devient membre de la CDU, en 1961, il est devient membre du conseil municipal d'Eitorf. De 1961 à 1979, il est membre du conseil de l'arrondissement de Rhin-Sieg. En 1966, il devient membre du conseil de l'arrondissement de Rhin-Sieg de la CDU , en 1976 vice-président et de 1969 à 1974 président. En 1969 également, Heinz-Josef Nüchel devient maire honoraire d'Eitorf et le reste jusqu'en 1984. De 1970 à 1975, il est président du groupe parlementaire de l'assemblée d'arrondissement de la CDU dans l'arrondissement de Rhin-Sieg. De 1989 à 1999, Heinz-Josef Nüchel est de nouveau membre de l'assemblée de l'arrondissement de Rhin-Sieg, en même temps qu'il est président du groupe parlementaire CDU.

## Membre du Landtag
Heinz-Josef Nüchel est élu au Landtag de Rhénanie-du-Nord-Westphalie lors de deux élections régionales, dans la 25e circonscription 025 (Arrondissement de Rhin-Sieg III) et puis dans la 27e circonscription (Arrondissement de Rhin-Sieg I).

## Engagement dans l'Église
De 1960 à 1964, Heinz-Josef Nüchel est un leader diocésain de la jeunesse dans l'archidiocèse de Cologne. Puis il devient chef fédéral de l'Association catholique des jeunes hommes (KJG) et vice-président fédéral de la Fédération de la jeunesse catholique allemande (BdkJ) jusqu'en 1967. Puis il est consultant dans la pastorale masculine de l'archidiocèse. De 1968 à 1973, Nüchel est président de l'Association mondiale des communautés de jeunes paroissiales catholiques, de 1975 à 1993 président de l'organisation éducative de l'archidiocèse de Cologne. V. Il est membre du Comité central des catholiques allemands (ZdK).
En 1997, à Jérusalem, il est le premier Allemand à être élu président de l'Union internationale des hommes catholiques, Unum Omnes, une association d'environ 30 millions de membres dans le monde.

## Autres
De 1964 à 1966, Heinz-Josef Nüchel est vice-président, de 1966 à 1967 président de l'Association fédérale allemande de la jeunesse. De 1966 à 1969, il est membre du Conseil fédéral de la jeunesse. De 1967 à 1974, Nüchel est directeur du Service international des échanges de jeunes et des visiteurs de la République fédérale d'Allemagne.
En 1976, Heinz-Josef Nüchel, en tant que maire d'Eitorf, fonde l'ordre «Gloria Eitorf - Humoris Causa» (L'honneur soit Eitorf - à cause de son humour). Cette médaille est décernée à ce jour aux carnavaliers méritants d'Eitorf. Selon les statuts, l'ordre doit être décerné pour la promotion généreuse des coutumes locales comme source de joie de vivre à des personnes d'Eitorf qui ont mené une vie irréprochable et ont rendu des services exceptionnels au carnaval d'Eitorf.
En 1991 et 1992, Heinz-Josef Nüchel est avec Resi, prince et princesse du carnaval d'Eitorfer.

## Honneurs et récompenses
- 1978: Chevalier de l'ordre du Mérite de la République fédérale d'Allemagne
- 1985: Officier de l'ordre du Mérite de la République fédérale d'Allemagne
- 1995: Croix de Commandeur de l'Ordre Papal du Nouvel An du Pape Jean-Paul II[3]
- 2000: Ordre "Gloria Eitorf - Humoris Causa"
- 2001: Commandeur de l'ordre du Mérite de la République fédérale d'Allemagne
- Maire honoraire d'Eitorf
- Président d'honneur de l'Association des hommes catholiques d'Allemagne (GKMD)